# Балрог
Балрог је демон из Толкинове збирке легенди. „Балрог“ (на синдериону, једном од измишљених језика које Толкин користи у својим причама, значи „Демон моћи“) је високо, претеће биће у облику човека, које контролише ватру и сенку. Од оружја користи запаљени мач и бич. Он изазива велики страх како у непријатељима тако и у пријатељима и може се обавити сенком и тамом. Може га поразити само особа или створење исте снаге. Дружина прстена се суочила са Балрогом код моста Казад-дума, дубоко у рудницима Морије у филму „Господар прстенова: Дружина прстена“.